# A.E.I.O.U.

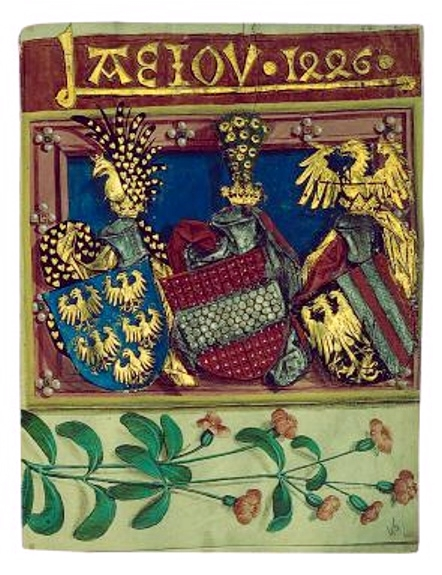
프리드리히 3세의 기록에 실린, A.E.I.O.U.가 쓰인 세밀화. 1446년작.

A.E.I.O.U.(때로는 A.E.I.O.V)는 합스부르크가의 모토로, 합스부르크 가문 출신 신성로마제국 황제였던 프리드리히 3세가 서명으로서 고안했다.
1666년 발견된 그의 노트에는 독일어와 라틴어로 "모든 나라는 오스트리아의 지배를 받는다"(독일어: Alles Erdreich ist Österreich untertan 알레스 에르트라이히스트 외스터라이히 운테르탄[*]) 또는 "세계를 통치하는 것은 오스트리아의 운명이다"(라틴어: Austriae est imperare orbi universo 아우스트리에 에스트 임페라레 오르비 유니웨르소[*]).라고 적혀 있었다.
프리드리히 3세는 로마의 산타 마리아 델라니마, 부르크 비너 노이슈타트, 그라츠 대성당와 같은 건축물들이나 자신 소유의 물건들에 이를 습관적으로 서명했다. 또한 A.E.I.O.U.는 1751년에 설립된 테레지아 사관학교의 모토로서 사용되기도 했으며, 심지어 오늘날 오스트리아 연방 총리관저의 총리실 벽면에서도 찾아볼 수 있다.. 아마도 이 문구가 이렇게 유명해진 이유는 그 창시자인 프리드리히 3세가 어떤 의미로 이것을 사용했는지 밝혀지지 않았을 뿐만 아니라 전근대 시대에 들어 수많은 새로운 해석들을 두고 논쟁이 분분했기 때문일지도 모른다. A.E.I.O.U.가 무엇을 의미하는지에 대한 의문을 푸는 것은 오늘날에도 여전히 진행 중인 미스터리이다. 최근의 연구에 따르면 프리드리히 3세의 로마 관저는 "보아라, 나는 하느님께서 선택한 사람들에게 사랑받고 불의(不義)한 자들에게 두려움받는다. 고로 나 프리드리히는 정의롭게 통치한다"(라틴어: En amor electis iniustis ordinor ultor. En amor electis iniustis ordinor ultor. Sic Fridericus ego mea iura rego)라는 해석을 사용했다고 한다.

## 해석
1480년 경 콘라트 그뤼넨베르크의 저술에서 보이듯, 프리드리히 3세 당대의 사람들도 문구의 해석에 몰두했다. 현재까지 300개가 넘는 해석이 알려져 있으며, 역사가 알폰스 로츠키(Alfons Lhotsky)가 추려 정리한 86개의 해석 중 일부는 다음과 같다.
- Austriae est imperare orbi universo (세계를 통치하는 것은 오스트리아의 운명이다)
- Austria erit in orbe ultima (오스트리아는 세계의 마지막이 될 것이다)
- Austria est imperium optime unita (오스트리아는 최고로 단결한 제국이다)
- Augustus est iustitiae optimus vindex (황제는 정의의 최고 수호자이다)
- Alles Erdreich ist Österreich untertan (모든 세속국가는 오스트리아의 종자이다): 16, 17세기식 독일어 해석
- Austria est imperatrix omnis universi (오스트리아는 전세계의 통치자이다)
- Aquila electa iusta omnia vincit (선택받은 독수리가 모두를 이긴다)
- Alle ere ist ob uns (그것은 모두 우리에 의한 것이다)
- En amor electis iniustis ordinor ultor. Sic Fridericus ego mea iura rego (보아라, 나는 하느님께서 선택한 사람들에게 사랑받고 불의한 자들에게 두려움받는다. 고로 나 프리드리히는 정의롭게 통치한다.): 최근의 연구에서 밝혀진 새로운 문구 해석이다

## 같이 보기
- 오스트리아 제국
- 보편군주제